# Cronoscalata Floriopoli - Cerda
La Cronoscalata Floriopoli-Cerda è stata una competizione automobilistica organizzata dall'Automobile Club Italia - Palermo, in collaborazione con la locale A.S.D. Targa Racing Club di Cerda.
La 1ª edizione si è disputata il 2 agosto del 2015. La gara è stata pensata per riportare agli antichi fasti le storiche Tribune di Cerda (Floriopoli), un luogo ricco di storia e memoria, da dove partiva la Targa Florio.
È una gara del tipo cronoscalata per auto storiche, con a seguito un numero limitato di auto moderne, valida per il Campionato Siciliano Velocità Montagna. La lunghezza del percorso (da effettuare su due sessioni di gara) è di 6150 metri del tracciato, che si estendeva da Floriopoli a Cerda lungo la Strada Statale 120 dell'Etna e delle Madonie.
La 4ª edizione della cronoscalata si è disputata il 27 ottobre 2019.

## Albo d'Oro

### Auto storiche
| Anno | Pilota          | Vettura           | Tempo   |
| ---- | --------------- | ----------------- | ------- |
| 2015 | Ciro Barbaccia  | Paganucci BMW     | 3'15.40 |
| 2016 | Salvatore Riolo | Porsche 911 SC RS | 3'14.00 |
| 2017 | Ciro Barbaccia  | Stenger ES 861    | 3'07.66 |
| 2019 | Salvatore Riolo | Stenger ES 861    | 3'05.17 |

### Auto moderne
| Anno | Pilota             | Vettura              | Tempo   |
| ---- | ------------------ | -------------------- | ------- |
| 2015 | Gaspare Giancani   | Elia Avrio ST 09     | 3'16.51 |
| 2016 | Micciche Salvatore | Radical SR4          | 3'10.29 |
| 2017 | Reina Salvatore    | Elia Avrio ST 09 EVO | 3'11.72 |
| 2019 | Franco Caruso      | Gloria C8            | 2'59.78 |